# Statuia Cavaleristului în atac din Iași
Statuia Cavaleristului în atac din Iași, cunoscută și sub denumirile de „Monumentul Eroilor Diviziei 2 Cavalerie” sau „Șarja de la Prunaru”, este un monument realizat din bronz de către sculptorul Ion C. Dimitriu-Bârlad și dezvelit la data de 29 mai 1927. Este unul dintre cele mai frumoase și expresive monumente ale Iașilor, fiind situat în fața magazinului universal SuperCopou, vizavi de intrarea principală în Grădina Copou.
Statuia ecvestră a Eroilor cavaleri din primul război mondial a fost inclusă în Lista monumentelor istorice din județul Iași elaborată în anul 2004 de către Institutul Național al Monumentelor Istorice, fiindu-i atribuit cod LMI IS-III-m-B-04281 .

## Semnificația statuii

Statuia a fost realizată din inițiativa ofițerilor Diviziei a II-a de Cavalerie care au luptat în războiul din 1916-1918. Fondurile au fost colectate prin subscripții, la adunarea cărora un rol important a avut soția generalului Naum, comandantul Diviziei.
Monumentul amintește generațiilor de după război jertfa de sânge pentru libertatea patriei și independența țării a ostașilor Regimentului 2 Roșiori, care au purtat sângeroasa bătălie de la Prunaru (pentru apărarea drumului către București) de la sfârșitul lui noiembrie 1916, unde din 5.000 ostași au rămas în viață doar 134.
Statuia reprezintă o alegorie turnată în bronz și formată din două grupuri simbolizând Victoria și Sacrificiul. Victoria este înfățișată de un cavalerist călare avântat în plină șarjă, cu cască pe cap, având în mână o suliță și în spate o carabină, însoțit de o nimfă (înger) care are în mâna întinsă o cunună de lauri. Nimfa simbolizează îngerul de pază sau mama, soția, fiica pe care eroul nu avea să le mai vadă niciodată.
Soclul statuii are 6 metri înălțime, în el existând o criptă a Sacrificiului, în care se intră prin Poarta Nemuririi (confecționată și ea tot din bronz) cu basorelieful reprezentând Sacrificiul: un călăreț rănit mortal căzând în brațele unui înger care-i încununează fruntea cu lauri. În interiorul criptei se afla o candelă, iluminată electric, care veghea veșnicia celor înscriși pe listele săpate în marmură de pe părțile laterale ale soclului.
Pe cele patru laturi ale soclului erau încrustate basoreliefuri de bronz cu imagini din luptele duse de către Divizia a II-a de Cavalerie la Prunaru, Măgheruș (Maghyerus), Nistru și Tisa - Budapesta. În prezent, unul dintre cele patru basoreliefuri (cel aflat în partea dreaptă spate) este dispărut. Inițial existau patru inscripții referitoare la bătăliile purtate de regimente ale Diviziei a II-a Cavalerie.
În partea stângă a soclului, între cele două basoreliefuri este o placă de marmură albă pe care scrie: "În anul 1927 sub glorioasa domnie a M.S. Regelui Ferdinand I". În partea dreaptă a soclului, pe placa de marmură aflată tot între cele două basoreliefuri, scrie: "Divizia 2-a Cavalerie recunoscătoare acelor cari s'au sacrificat pentru țară în răsboiul întregirei neamului 1916-1919".
Deasupra Porții Nemuririi se găsește un fronton pe care au fost inițial trecuți anii 1916-1919, apoi în anul 1947 anii au devenit 1916-1918 și după 1989 s-au reinscripționat din nou anii 1916-1919. Deasupra anilor se afla stema regală a României, care a fost și ea dată jos.

## Dezvelirea statuii
Statuia a fost dezvelită în duminica zilei de 29 mai 1927 în prezența reginei Maria, a principesei Ileana (fiica regelui Ferdinand I), precum și a principesei Elena (soția principelui Carol) cu micul principe moștenitor Mihai (viitorul rege Mihai I al României). Absența regelui Ferdinand a fost justificată prin faptul că acesta era grav bolnav, el având să moară la 20 iulie 1927.
Inaugurarea statuii a avut loc la ora 11,30, după ce fusese dezvelit Monumentul Unirii al principesei Olga Sturdza la ora 10,15.
Inițial, monumentul era înconjurat de o mică grădiniță, până în anul 1968 când s-a construit în spatele statuii modernul magazin SuperCopou și cinematograful Copou.